# Phuntsoling-Brücke
Die Phuntsoling-Brücke (auch Phuntsoling Chagsam, Phuntsoling Bridge)  war eine Kettenbrücke über den Yarlung Tsangpo in Tibet. Sie lag ca. 50 km unterhalb Lhatse und unterhalb des etwa 1 km entfernten, an einem Berghang gelegenen Phuntsoling-Klosters. Heute befindet sich wenige Meter oberhalb eine Stahlseilhängebrücke und knapp vierhundert Meter flussabwärts eine moderne Straßenbrücke.
Die nach der Überlieferung im 15. Jahrhundert von dem tibetischen buddhistischen Philosoph, Lehrer, Arzt, Architekt, Schmied und Brückenbauer Thangtong Gyelpo erbaute Brücke bestand aus zwei mächtigen, am Ufer des Tsangpo im Abstand von etwa 90 m aufgetürmten Steinpfeilern, die bei niedrigem Wasserstand im Trocknen standen. Zwei weitere, kleinere Pfeiler standen im Abstand von rund 30 m hinter den großen Pfeilern. Zwei schwere eiserne Ketten waren über die großen Steinpfeiler gespannt und an den kleineren verankert. Zwischen den Ketten hing ein Netzwerk aus Seilen, in die in Längsrichtung als Fußweg dienende Bretter eingelegt waren. Die Ketten dienten gleichzeitig als Handlauf. Sie bestanden  aus 25 bis 28 cm langen und 7 bis 8 cm breiten Kettengliedern, die aus rechteckigen Stäben mit einem Querschnitt von ca. 1,8 cm × 2,5 cm geschmiedet waren. Auch nach mehr als einem halben Jahrtausend zeigten die Kettenglieder nur geringfügige Abnutzungsspuren und praktisch keine Korrosion.
Als Sven Hedin 1907 den Ort passierte, war die Brücke seit drei Jahren nicht mehr begehbar. Sie muss aber später wieder benutzt worden sein, da das frühere Seilnetz durch Drahtseile zur Befestigung der Planken ersetzt worden war. 2001 war sie noch fast vollständig erhalten, wenn auch nicht mehr benutzbar, aber ein Jahr später lagen die Ketten im Flussbett. Heute sind nur noch die Pfeiler zu sehen.